# USS Enterprise (NCC-1701)

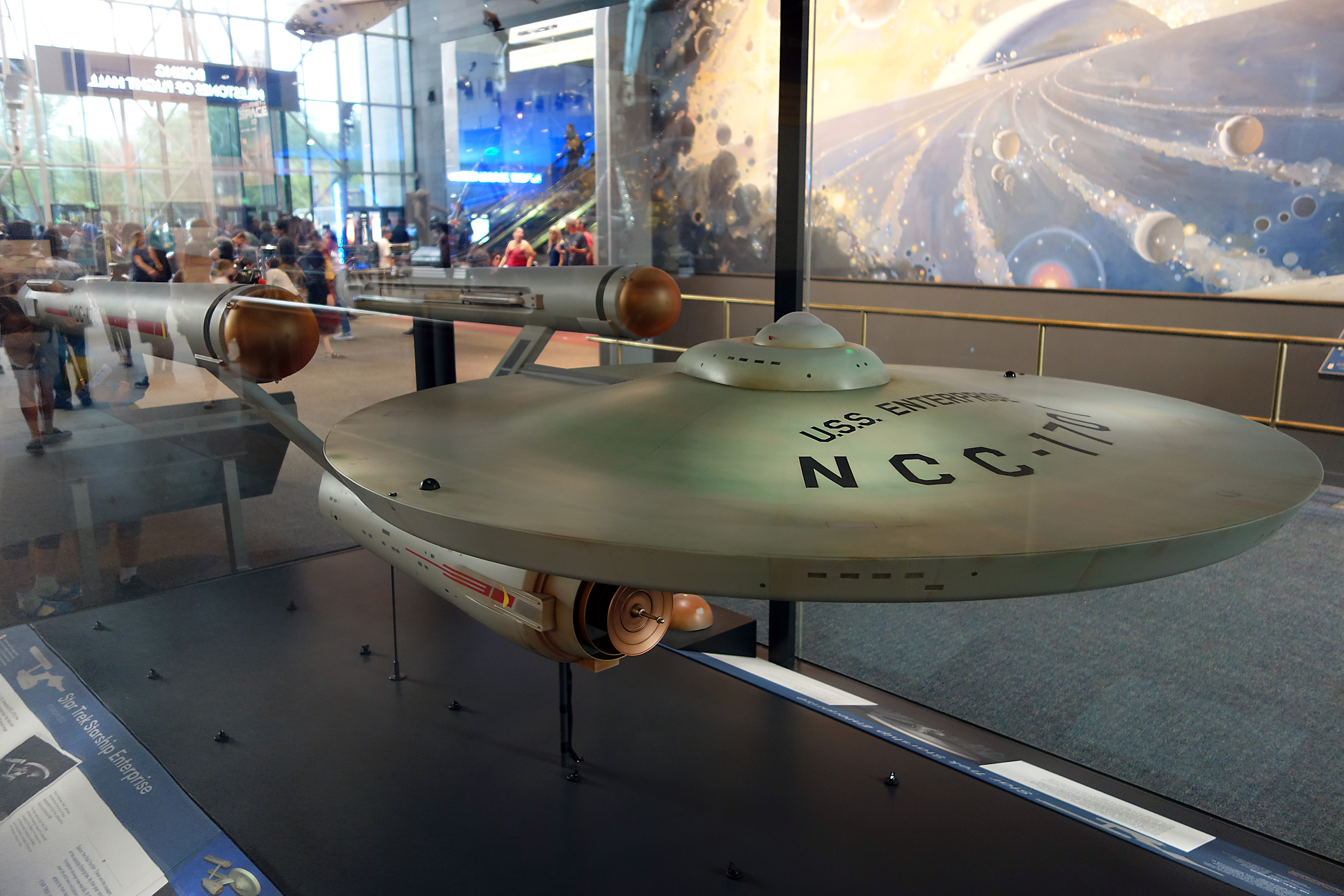
Maqueta de la nau al National Air and Space Museum dels EUA.

La USS Enterprise és una sèrie de naus estel·lars de ficció de la franquícia mediàtica Star Trek. Enterprise és l'escenari principal de la sèrie de televisió original Star Trek (1966–69), nou pel·lícules de Star Trek i Star Trek: Strange New Worlds (2022–present). Les naus porten la seva tripulació en una missió "d'explorar mons estranys i nous; buscar nova vida i noves civilitzacions; anar amb valentia on cap home ha anat abans". Matt Jefferies va dissenyar lEnterprise per a la televisió, i els seus components principals (un casc principal en forma de plat volador, dues navetes amb motor desplaçat i un casc secundari cilíndric) van persistir en diversos redissenys de televisió i cinema. La nau va influir en el disseny de les posteriors naus espacials de la franquícia, incloent-hi altres naus anomenades "Enterprise", i el model filmat per a la sèrie de televisió original "Star Trek" ha estat exposat durant dècades al Museu Nacional de l'Aire i l'Espai.
Inicialment una visió del potencial dels vols espacials humans, l'"Enterprise" es va convertir en una icona de la cultura popular. L'"Enterprise" ha estat identificada repetidament com una de les naus espacials de ciència-ficció més ben dissenyades i influents.

## Desenvolupament i producció

### Concepte i disseny inicial
El creador de la sèrie Gene Roddenberry va revisar centenars de revistes de ciència-ficció, que daten del 1931, per recopilar idees sobre com volia que fos la nau principal de "Star Trek". Malgrat la recerca, tenia més confiança en allò que no volia que en allò que sí que volia. Va establir diversos paràmetres:
| « | Estem […] a l'espai profund, en l'equivalent a una nau espacial de la mida d'un creuer. No sabem quin és el mode d'alimentació, però no vull veure cap rastre de foc. Ni ratlles de fum, ni preses de jet, ni tubs d'escapament de coets, ni res semblant [...]. Serà com un vehicle d'exploració espacial profunda, que operarà per tota la nostra galàxia. | » |

Roddenberry va especificar a més que la nau tindria una tripulació de 100 a 150 persones i seria increïblement ràpida. L'assistent del director d'art Pato Guzman, Matt Jefferies, va ser el responsable de dissenyar la nau i diversos dels seus decorats. Jefferies i Roddenberry no volien que la nau s'assemblés a cap dels coets ja utilitzats per la indústria aeroespacial o per la cultura popular; molts dissenys van ser rebutjats per ser "massa convencionals". Per complir el requisit de Roddenberry que la nau semblés creïble, Jefferies va intentar "visualitzar com seria la quarta, cinquena o desena generació d'equips actuals". L'experiència de Jefferies amb l'aviació li va permetre imbuir els seus dissenys amb el que ell anomenava "aeronau lògica". Va imaginar que els motors de la nau serien massa potents per estar a prop de la tripulació, cosa que requeriria que estiguessin separats del buc. Jefferies inicialment va rebutjar un component en forma de disc, preocupat per les similituds amb els plats voladors; tanmateix, un mòdul esfèric finalment es va aplanar fins a convertir-se en un disc. Com que s'esperava que la nau passés ràpidament a les pantalles de televisió, Jefferies volia que el disseny fos "molt simple, però immediatament identificable: una forma que es pogués distingir a l'instant".
Durant una visita amb Jefferies, Roddenberry i el personal de la NBC es van sentir atrets per un esbós de la nau que s'assemblava a la seva configuració final. Jefferies havia creat una petita maqueta d'aquest disseny que, quan s'agafava d'una corda, penjava cap per avall, una aparença que havia de "desfer-se'n". Va mantenir el buc llis, amb la sensació que els components de la nau es mantenien des de dins. Va dissenyar la nau estel·lar Klíngon vista a la tercera temporada reorganitzant i canviant la forma dels mòduls bàsics de l'Enterprise: un cos principal, dues càpsules de motor i un coll amb un cap. Alguns dels conceptes de disseny rebutjats per Jefferies, com ara seccions esfèriques del casc i motors warp que envolten una nau, van inspirar els futurs dissenys de naus de Star Trek.
L' Enterprise originalment es deia Yorktown, però Roddenberry estava fascinat pel portaavions Enterprise i "sempre havia estat orgullós d'aquella nau i volia utilitzar el nom". El registre NCC-1701 prové de NC com un dels codis internacionals de registre d'aeronaus assignats als Estats Units. La segona «C» es va afegir perquè els avions soviètics utilitzaven «C», i Jefferies creia que una aventura a l'espai seria una operació conjunta dels Estats Units i Rússia. Jefferies va rebutjar 3, 6, 8 i 9 per "confondre's fàcilment" a la pantalla; finalment va raonar que l'Enterprise era la primera nau del 17è disseny de nau estel·lar de la Flota Estel·lar, per tant 1701. The Making of Star Trek explica que USS significa "Nau Espacial Unida" i que "Enterprise és membre de la classe de naus espacials". Els textos amb llicència, els gràfics en pantalla i els diàlegs descriuen més tard la nau com una nau de classe Constitution.

### Models de rodatge

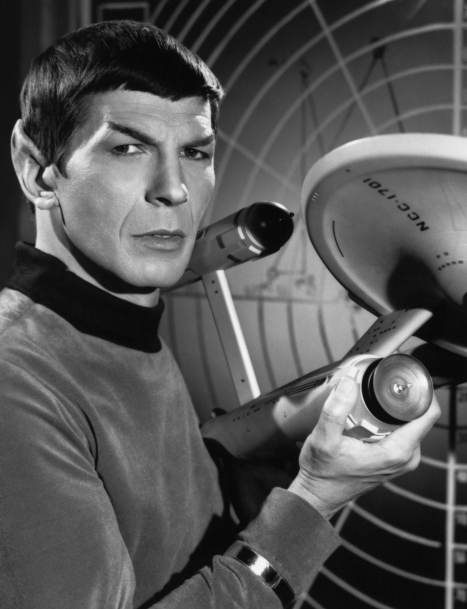
Leonard Nimoy posa com a Spock amb la primera maqueta de rodatge de 80 cm.

La primera miniatura construïda a partir dels dibuixos de Jefferies va ser un model a escala de 10 cms. Desilu Studios, que va produir Star Trek, va contractar Richard C. Datin per fer un model de preproducció. Datin va utilitzar un subcontractista amb un gran torn per als principals subcomponents i va treballar en el model durant aproximadament 110 hores durant el novembre de 1964.El model de 84 cms estava fet principalment de pi, amb detalls de plexiglàs i llautó. Datin va fer petits canvis després de la revisió de Roddenberry i va presentar el model complet, que va costar uns 600 dòlars (6.083 dòlar el 2024) a Desilu el desembre de 1964.

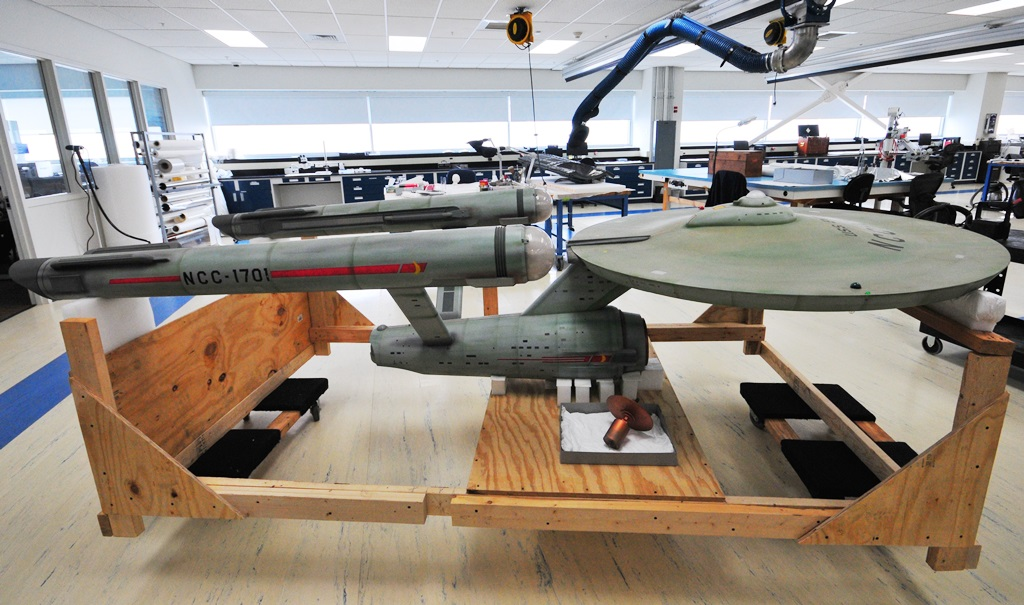
El model de rodatge de 3,4 metres que Paramount Pictures va donar aj Smithsonian Institution el 1974

Desilu va encarregar un model de rodatge més gran, que Datin va contractar a Volmer Jensen i Production Model Shop a Burbank. Datin va supervisar l'obra i va fer els detalls del model, que es va construir amb guix, xapa metàl·lica i fusta. Quan es va completar, feia 3,43 metres de llarg, pesava 125 quilos i costava 6.000 dòlars (59.867 dòlars el 2024). El model es va lliurar massa tard per ser utilitzat gaire per al pilot inicial, "La gàbia". Quan a Roddenberry li van aprovar filmar el segon pilot, "On no ha anat mai cap home" (1966), es van modificar diversos detalls d'aquest model de 3,3 metres, i les finestres d'estribord i els llums de circulació es van il·luminar internament. Quan la sèrie va entrar en producció, el model es va tornar a modificar, i es va modificar regularment durant el seu rodatge actiu. La majoria dels detalls fins del model gran no eren visibles per als teleespectadors. El cablejat de la il·luminació interior anava a la maqueta pel seu costat esquerre, de manera que només es podia filmar des de la dreta; per les preses que requerien l'altre costat de l'«Enterprise», el metratge es va girar o es va filmar amb el model de 33 polzades. Per això, alguns dels detalls fins afegits al model només es van afegir al seu costat dret. El model es va filmar amb un objectiu de 18 mm "per accentuar la velocitat de viatge, així com mantenir una profunditat de camp adequada."
El model de 3,3 metres va ser filmat inicialment per Howard Anderson. L'equip d'Anderson va tenir dificultats per filmar el model d'una manera que suggerís que es movia a velocitats tremendes, ja que els productors volien evitar l'aspecte tòpic d'una nau espacial derivant per l'espai. A més, la maqueta era tan gran que hi havia poc espai a l'espai de rodatge perquè la càmera es mogués al seu voltant. Anderson no podia mantenir el ritme de les necessitats de rodatge i efectes especials per a la producció regular, per la qual cosa els productors van contractar diversos altres estudis per contribuir amb efectes i metratge addicional. L'equip de control moviment fotogràfic era massa car, per la qual cosa la nau es va filmar amb stop motion. La filmació sovint es retardava per la calor generada per l'estudi i les llums de la maqueta. La majoria del metratge de la tercera temporada de l'«Enterprise» es va reutilitzar de la primera o segona temporada. Els efectes especials es van produir de la manera més econòmica possible. Els animadors de Star Trek: La sèrie animada (1973–75) var rotoscopiar el metratge de l’«Enterprise» per recrear els moviments de la nau, contribuint a la impressió que la sèrie animada fos na quarta temporada de l'original. La paleta de colors limitada de la sèrie d'animació no podia acomodar tots els colors de la nau, per la qual cosa l' "Enterprise" es va representar com un gris consistent.

### Escenografia, sons i instal·lacions
L'"Enterprise" estava pensat per servir com un escenari familiar i recurrent, similar a Dodge City a "Gunsmoke" i Blair General Hospital a "Dr. Kildare". El pont era monocromàtic per a "La gàbia", però va ser redecorat per a "On no ha anat mai cap home" a causa de la creixent popularitat dels televisors en color. El conjunt del pont del primer episodi pilot era rígid, cosa que dificultava el moviment de les càmeres. Per a la producció en sèrie, el conjunt del pont es va reconstruir modularment, permetent que es retiressin grans seccions per fer moviment de la càmera. més fàcil. L'electrònica complicada que proporcionava lectures i llums del pont requeria un aire condicionat car per evitar el sobreescalfament. Les cadires utilitzades al pont i altres decorats van ser fabricades per Burke de Dallas i eren similars a la cadira tulip dissenyada per Eero Saarinen. Quan la producció va acabar després de la tercera temporada, els elements principals del conjunt del pont van ser donats al Departament d'Arts Teatrals de la UCLA; els components restants es van descartar.
La reutilització dels decorats va ajudar a abordar les preocupacions pressupostàries de Desilu. La sala de màquines, la sensació d'escala de la qual es va millorar amb l'ús de la perspectiva forçada, va ser reconvertida com a port de llançadores. Altres decorats que es van reconvertir per estalviar costos van incloure la sala de reunions, que també servia com a sala d'esbarjo i coberta de càrrega; i la cabina de Kirk, que també era la de Spock. Entrant a la segona temporada de la sèrie, els executius de la NBC van pressionar la producció perquè tingués menys episodis basats en la nau i més que ocorreguessin en mons alienígenes. L'abril de 1968, Roddenberry va replicar, comparant l'"Enterprise" amb la casa i el ranxo de "Bonanza", la ubicació d'alguns dels millors episodis de la sèrie. També va dir que crearien nous decorats «Enterprise» per «ajudar a contrarestar qualsevol «similitud» de la nau». Roddenberry va descriure els passadissos de la nau com a «estil Des Moines Holiday Inn». Per evitar que la nau semblés massa estèril, Mike Minor va crear pintures que penjaven als allotjaments de Kirk, a la zona recreativa i a la vora superior del pont.
A mesura que la producció continuava, els decorats dempeus com la sala de màquines i el pont es van anar tornant cada cop més detallats. Jefferies i el productor associat Bob Justman van caminar pels lots de producció buscant "objectes fortuïts" que es poguessin modificar en detalls del decorat per millorar els interiors. Jefferies afegia nous detalls a un túnel de manteniment portàtil cada vegada que s'utilitzava. L'equip de producció anomenava el decorat el "tub de Jefferies" com a inside joke, i el terme s'utilitza en diàlegs per descriure espai de rastreig similars en spin-offs.
El dissenyador d'efectes de so Doug Grindstaff va crear sons per a diferents parts de la nau: els efectes de so de la consola sovint es creaven amb un orgue elèctric Hammond o un altre instrument musical, i els sons del motor es van crear en part amb un aire condicionat sorollós. Tot i que no hi ha so a l'espai, els productors van pensar que la llicència dramàtica requeria que la nau fes soroll durant els plans exteriors. El so de la nau "xiuxiuejant" a la seqüència principal del títol va ser enregistrat pel compositor Alexander Courage.
Tot i que l'interior de "La sèrie animada" es va recrear en gran part a partir de la sèrie d'acció real, es va afegir un segon turboascensor al pont en resposta a la pregunta a Roddenberry: "Què fan si les portes [d'un turboascensor] es queden encallades?" Franz Joseph va dissenyar els plànols complets de la coberta interior de "l'Enterprise" el 1974 amb l'aprovació de Roddenberry.

### Redissenys de la dècada del 1970 per a televisió i cinema

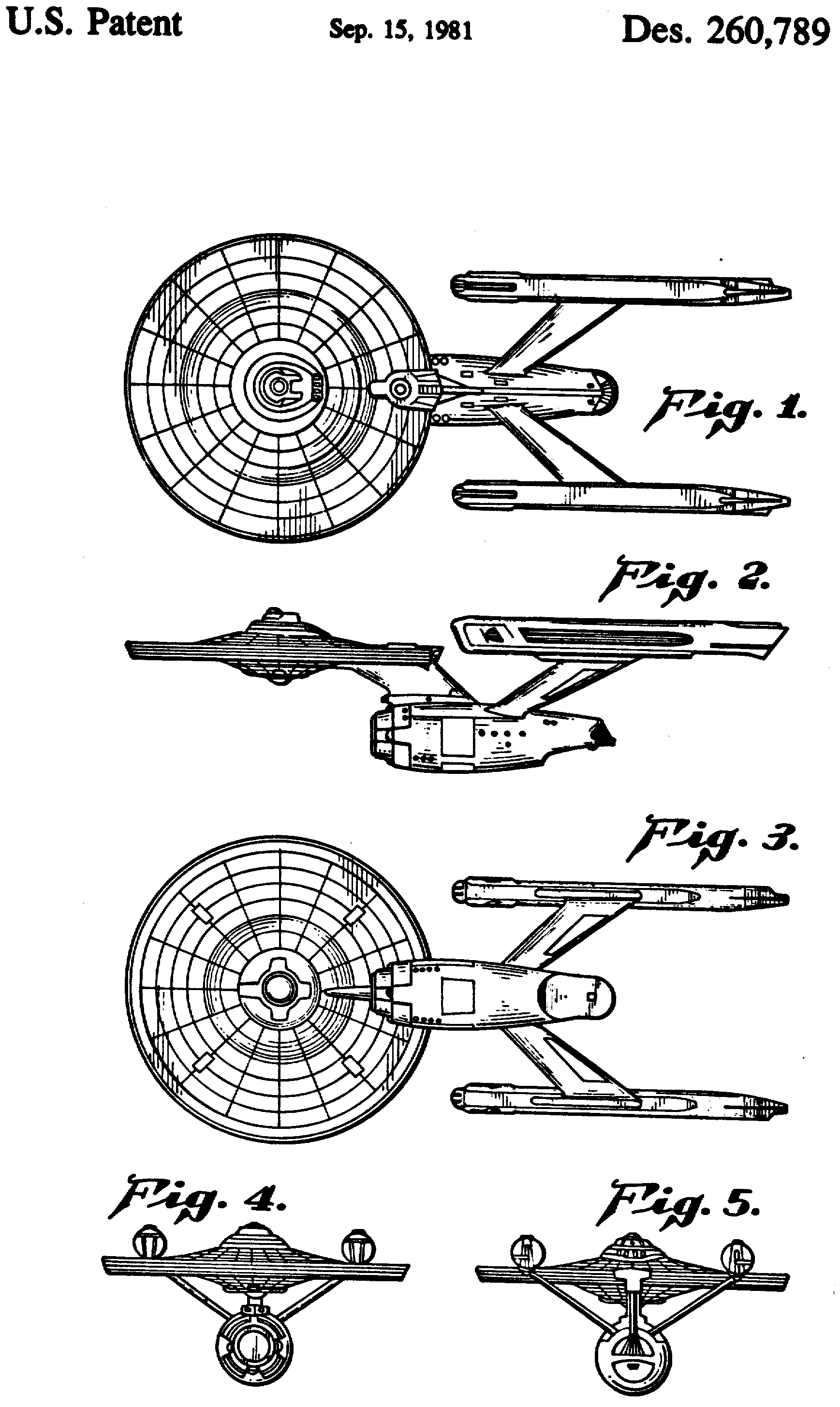
Andrew Probert va presentar aquest art a l'Oficina de Patents i Marques dels Estats Units per a una "nau espacial de joguina" a semblança de la redissenyada Enterprise el 1979. Probert va obtenir la patent el 1981.

Poc després que la nau animada Star Trek deixés d'emetre's, va començar la preproducció de Star Trek: Planet of the Titans. Ken Adam i Ralph McQuarrie van dissenyar una nova Enterprise amb un casc triangular que més tard va inspirar l'aspecte de la nau homònima a Star Trek: Discovery. Planet of the Titans es va abandonar a favor d'un retorn a la televisió amb Star Trek: Phase II, per a la qual Jefferies va dissenyar una nova Enterprise. Va començar amb el disseny original i va identificar components, com ara els motors, que s'haurien actualitzat. Alguns elements, com el plat sensor, es mourien dins de la nau per ser més fàcils de mantenir. Abandonar la Phase II a favor de produir Star Trek: La pel·lícula (1979) va fer necessaris redissenys addicionals d'Enterprise perquè el mitjà cinematogràfic resoldria més detalls que la televisió, i un dels reptes més difícils als quals s'enfrontava els productors estaven recreant l'"Enterprise". Roddenberry va dir a "Cinefantastique" que els canvis a l'"Enterprise" s'explicarien dins de la història com a resultat d'una important reforma.
Quan Jefferies va deixar el projecte, el director d'art Richard Taylor va voler començar de nou amb el disseny de l'"Enterprise"; tanmateix, Roddenberry el va convèncer de continuar treballant amb el disseny de Jefferies. Taylor va contractar Andrew Probert per ajudar a refinar els detalls de la nau. Probert va afegir elements com ara bancs de fàsers, propulsors de control i escotilles per al tren d'aterratge de la secció de plats; Taylor va redissenyar la vora del plat i els elements de les navetes de deformació. El director d'art Joe Jennings i l'il·lustrador conceptual Mike Minor van afegir detalls addicionals. David Kimble va crear diagrames i plànols de coberta per a l'«Enterprise» actualitzada que es van proporcionar a fabricants de maquetes, empreses de joguines i altres fabricants de productes amb llicència.
Jim Dow va ser l'encarregat de construir el model. La filial de Paramount Pictures, Magicam, va invertir 14 mesos i 150.000 dòlars en la construcció del model de 2,4 metres i 39 quilos. Un esquelet d'alumini soldat per arc assegurava que les parts de la nau no s'enfonsessin, es dobleguessin ni tremolessin. Mentre que el model original de l'"Enterprise" només es va veure en 17 postures, el nou model tenia cinc punts d'articulació i es podia fotografiar des de qualsevol angle. Paul Olsen va pintar el patró del casc "Aztec" per proporcionar un nivell addicional de detall i per suggerir la presència de panells entrellaçats que proporcionen força. L'efecte va ser possible gràcies a petites partícules de mica a la pintura, que van alterar el seu color aparent. Tanmateix, la pintura creava un resplendor de llum que dificultava discernir la vora de la nau contra un fons fosc, i la llum croma reflectida per la pintura nacrada també complicava la filmació. El supervisor d'efectes Douglas Trumbull va tornar a il·luminar el vaixell com si fos un transatlàntic, "una gran dama dels mars a la nit", perquè no hi hauria cap font de llum externa a l'espai profund. Es va utilitzar un model de 51 centímetres per a plans generals.
El dissenyador de producció Harold Michelson va ser el responsable del disseny interior de la nau. Els interiors de l'«Enterprise» es van dissenyar per ser diferents de la nau klíngon de la pel·lícula, i es van utilitzar certs dissenys d'estructures de suport a tots els sets de l'«Enterprise» per transmetre un motiu comú. S'havia dissenyat i parcialment construït un nou pont per a la "Phase II", i Michelson va conservar en gran manera el disseny i les seves consoles. La consola d'armes es va girar 90 graus per trencar la monotonia de les estacions que miraven cap a la paret. El dissenyador Lee Cole va aportar lògica i funció als dissenys de les consoles, tot i que Michelson volia seguir centrat en el "drama, l'espectacle i la bellesa" per sobre de la precisió i la lògica. Les pel·lícules de retroprojecció per a les pantalles del pont foren proporcionades inicialment de Stowmar Enterprises. Quan la producció va esgotar les pel·lícules més ràpid del que Stowmar les podia subministrar, els dissenyadors de producció van fabricar les seves pròpies a partir d'oscil·loscopis, imatges mèdiques i un laboratori informàtic experimental.
El dissenyador d'escenaris Lewis Splittgerber va descriure el decorat de la sala de màquines com el més difícil de realitzar. Mitjançant una perspectiva forçada i actors petits, el conjunt de 12 metres es va representar com un espai d'enginyeria de 30 metres. Els passadissos tenien inicialment un disseny de paret recta similar a la sèrie de televisió, i Michelson els va canviar per un disseny angular amb llum que irradiava cap amunt. El director Robert Wise volia que els passadissos fossin més estrets que a la sèrie de televisió, i els miralls donaven la impressió que eren més llargs del que realment eren. Wise també va ser responsable de l'apagat esquema de colors interior de la nau: els colors apagats estaven pensats per ser còmodes durant un viatge de cinc anys. La versió del director del 2001 va substituir diverses veus d'ordinador de pont per veus humanes per "donar calidesa" la pel·lícula.

### Ajustaments, destrucció i retorn a la pel·lícula seqüela
El model «Enterprise» va ser lleugerament reformat per a Star Trek 2: La còlera del Khan (1982), amb la brillantor exterior atenuada i detalls addicionals afegits al marc.El personal d'Industrial Light & Magic (ILM) va trobar difícil treballar amb l'«Enterprise»: van caldre vuit persones per muntar el model i una carretó elevador per moure-lo. L'il·lustrador Mike Minor va descriure la nau com una «escultura» amb una «forma aerodinàmica», que requeria una filmació acurada perquè els seus moviments no semblessin «ximples». ILM va desenvolupar diverses tècniques per representar els danys de batalla a lEnterprise sense danyar realment el model.
El pressupost més reduït de La còlera del Khan requeria la reutilització dels decorats existents, però presentava reptes per aconseguir el desig del director Nicholas Meyer d'un to "més animat". L'"Enterprise" va rebre una campana de vaixell, una crida de contramaestre i més llums i senyalització intermitents per combinar amb l'atmosfera nàutica que Meyer volia transmetre. Els sistemes de retroprojecció per a les pantalles del pont van ser substituïts per monitors que emetien en bucle material gravat creat pel dissenyador gràfic Lee Cole al Jet Propulsion Laboratory. El conjunt del pont es va "desbotonar" perquè es poguessin treure segments per adaptar-se millor a la filmació d'una acció més dinàmica, tot i que filmar al conjunt de 360 graus encara era un repte. Un altre factor que complicava encara més el conjunt era que tenia tres papers a la pel·lícula: el pont «Enterprise», el pont «Reliant» i la Flota Estel·lar. Simulador de pont de l'Acadèmia]]. L'equip de producció va fer diversos "plugs" per cobrir consoles i alcoves, i la pirotècnia podia destruir els tapons durant les seqüències de combat sense danyar el decorat subjacent. Les estances de Kirk es van remodelar amb objectes més personals i un aspecte més naval, i el mateix decorat representava els quarters més "monàstics" de Spock. El decorat de la zona de torpedes és una remodelació del pont klíngon de La pel·lícula, i els plànols de coberta de David Kimble de La pel·lícula van influir en com es van representar arranjaments interiors mai vistos, com la zona de torpedes, a La  còlera del Khan.

El productor Harve Bennett va decidir destruir lEnterprise a Star Trek 3: A la recerca de Spock (1984) perquè la història era previsible.

Reconeixent que la trama de Star Trek 3: A la recerca de Spock (1984) era previsible, el productor i guionista Harve Bennett va decidir destruir lEnterprise. La notícia de la desaparició de la nau es va filtrar malgrat l'instant de Bennett que la va mantenir en secret. El supervisor d'efectes visuals Ken Ralston odiava el model «Enterprise» i es delectava amb la seva destrucció. En lloc de danyar el model gran i car, es van crear i destruir diverses miniatures i mòduls menys costosos. Un dels models destruïts havia estat creat per Brick Price Movie Miniatures per a Star Trek Phase II.
Ralston esperava que la destrucció de la nau portés a un redisseny de la nau per a futures seqüeles, però els productors de Star Trek 4: Missió salvar la Terra (1986) van decidir assignar la tripulació a una nova Enterprise que és pràcticament idèntica a la nau anterior. ILM va trigar més de sis setmanes per restaurar i repintar el model original perquè aparegués com el nou USS Enterprise, NCC-1701-A. Després de visitar l'ILM, Majel Barrett va descriure el model com a "preciós", i va dir que alguns dels seus detalls, com ara les finestres a l'arboretum, no es feien justícia amb les fotografies. El conjunt de ponts existent va ser restaurat i repintat per servir com a Enterprise, un pont al final de Missió salvar la Terra, i el conjunt Els elegants "Okudagrams" dissenyats per l'artista escènic Michael Okuda es van adoptar en produccions posteriors. Es va construir un nou conjunt de ponts de 250.000 dòlars per a Star Trek: L'última frontera (1989). El director Nicholas Meyer volia que l'"Enterprise" semblés més atrevida i realista per a Star Trek VI: The Undiscovered Country (1991), però es va adonar que la visió estava limitada per la necessitat d'utilitzar conjunts existents. El director de fotografia Hiro Narita va canviar l'aspecte net i brillant del pont de L’última frontera il·luminant-lo de manera diferent a The Undiscovered Country.
Diversos platós de rodatge d'Enterprise van ser reformats per a Star Trek: La nova generació (1987–1994); així mateix, alguns decorats de la "Nova generació" es van utilitzar per representar els interiors de l'"Enterprise"-A. Per exemple, les estances de Kirk a "La pel·lícula" es van transformar en estances de Data a "La nova generació", i el decorat va servir com a estances de Kirk i Spock a "The Undiscovered Country".'

### Aparicions en sèries derivades i models generats per ordinador
Productors que treballen a l'episodi "Relíquies" (1992) de Star Trek: La nova generació, en què Montgomery Scott visita una recreació de lEnterprise, que inicialment tenia previst utilitzar el decorat de l'època cinematogràfica. Finalment, es van llogar recreacions de la cadira del capità, la consola de navegació i la consola d'enginyeria de la sèrie de televisió original als fans, i la resta es va omplir amb material d'arxiu i tecnologia croma. El pont va ser recreat parcialment, amb altres parts afegides digitalment, per a l'episodi "Trials and Tribble-ations" (1996) de Deep Space Nine, en què la tripulació visita l'"Enterprise" durant els esdeveniments de "El problema dels tribbles" (1967). Okuda va utilitzar un ordinador per recrear els gràfics que es veien als sets de l'"Enterprise", i d'altres van ser dibuixats per l'artista Doug Drexler. El repte més gran de la dissenyadora d'escenaris Laura Richarz va ser trobar cadires Burke per poblar la nau: va trobar només un, i l'equip de producció fabrica motlles per crear-ne més.
"Trials and Tribble-ations" també requeria imatges exteriors de l'"Enterprise". Greg Jein va crear un model «Enterprise» exactament la meitat de la mida de l'original de 3,3 metres, i va ser el primer model de producció de la nau estel·lar que es va construir en més de 30 anys. Tot i que la pintura nacrada original del model de pel·lícula de dos metres i mig havia estat coberta i es va remodelar com a «Enterprise»-A, es va utilitzar com a referència per a les CGI «Enterprise» creades per a la Versió del director de The Motion Picture del 2001. Una Enterprise generada per CGI fa un cameo al final del final de la sèrie Star Trek: Enterprise, "These Are the Voyages..." (2005). Els artistes que creaven una Enterprise generada per CGI per a la sèrie original remasteritzada havien d'assegurar-se que el model no fos tan detallat que fos incongruent amb la producció general dels anys 60.

### Reinici de la franquícia cinematogràfica del 2009
LEnterprise va ser redissenyat per a la pel·lícula Star Trek del 2009. El cap de previsualització, David Dozoretz, atribueix als dissenyadors el mèrit de superar el repte de fer "una versió del 2009 dels anys 60". El director J. J. Abrams volia que l'"Enterprise" tingués un aspecte de "hot rod" tot mantenint la forma tradicional, i per altra banda va donar marge de maniobra als dissenyadors. Els dissenyadors volien que l'"Enterprise" semblés tan acuradament elaborat com un cotxe de luxe. L'artista conceptual Ryan Church va conservar gran part del disseny original de l'"Enterprise" i es va centrar en la funcionalitat que hi ha darrere dels components familiars. Els seus dissenys inicials van ser modelats i refinats pel dissenyador d'escenògrafs Joseph Hiura. Aquest disseny va ser lliurat a ILM per a un major refinament i l'equip d'Alex Jaeger el va desenvolupar en models fotorealistes. Roger Guyett d'ILM, recordant l'"Enterprise" original com a "molt estàtica", va afegir parts mòbils. ILM va conservar formes i patrons geomètrics subtils per al·ludir a l'"Enterprise" original, i la pintura digital del model va recrear el patró del casc "asteca" de les primeres pel·lícules. Les navetes del motor gran tenien un acabat i una forma més elegants en comparació amb les góndoles de la nau original, que altrament serien simples. El redisseny de Sean Hargreaves de la successora NCC-1701-A "va reforçar" els pilons de suport de la nau, que es representen com a vulnerabilitats a Star Trek Beyond (2016).
Segons Abrams, recrear el pont original hauria estat ridícul i massa petit. L'entusiasme d'Abrams per un nou iPhone va influir en el redisseny del pont de Church. La tecnologia sofisticada es va convertir en un motiu al nou plató, amb múltiples pantalles i gràfics per ordinador. Es va mantenir la pantalla de la sèrie de televisió, i donar als diferents personatges les seves pròpies pantalles d'ordinador va suggerir la idea d'un equip treballant junts. Com que la sala del transportador de la sèrie original li semblava plana a Abrams, va utilitzar llum giratòria i moviment de càmera per fer que el nou plató i els efectes fossin més dinàmics. El pressupost va impedir la creació d'un plató d'enginyeria enorme i funcional, i els productors van filmar en una planta de Budweiser. Ben Burtt va consultar amb el dissenyador de so de la sèrie original Doug Grindstaff sobre el disseny de so per a la nova Enterprise.

### Redisseny per a sèries en streaming

#### Discovery
L' Enterprise apareix breument al final de la  primera temporada de Star Trek: Discovery (2018) i ocasionalment durant la segona temporada (2019). John Eaves, Scott Schneider, i William Budge van redissenyar l'"Enterprise" per a la "Discovery", que té lloc aproximadament una dècada abans de la "Star Trek" original. Els dissenyadors normalment només tenien unes setmanes per dissenyar una nau, però van treballar a l'"Enterprise" des de l'abril fins a l'octubre del 2017. A part d'unes petites notes, no se'ls va donar cap instrucció explícita sobre l'aspecte de la nau; Schneider va anomenar el projecte de redisseny l'"hora daurada" del trio.
Van considerar però van rebutjar ràpidament un disseny significativament diferent de l'original de Jefferies. Eaves va crear 10 esbossos relativament similars que van simplificar l'"Enterprise" original perquè semblés més coherent amb l'estètica elegant de la "Discovery", i l'equip en va seleccionar un per refinar-lo. Van desenvolupar la nau amb la suposició que components com les navetes de curvatura i els motors d'impuls serien substituïts amb el temps; els mòduls per a l'aparició de l'Enterprise a Discovery estan pensats per semblar més primitius que el que es representa a Star Trek. Els dissenyadors van intentar incorporar elements d'altres naus que precedeixen i succeeixen l' Enterprise, com ara la Phoenix del segle XXI a Star Trek: First Contact (1996), l'Enterprise del segle XXII a Star Trek: Enterprise (2001–2005) i l'USS Enterprise-B a Star Trek: Generations (1994). També van incloure elements del reajustament de l' Enterprise per a La pel·lícula. Un repte clar era el buc: el disseny de Jefferies presentava un buc llis, però la manca de característiques semblaria massa simple a les pantalles d'alta definició modernes. Els dissenyadors van afegir detalls, com ara bancs de fàsers i propulsors de control, que "devien ser-hi" a lEnterprise original però que no es representaven als models de Star Trek. L'escala de la nau també fluctuava, cosa que significava que els dissenyadors havien d'ajustar les mides i els patrons de les finestres.
Budge va mantenir els dissenyadors sota control assegurant-se que els detalls i les característiques afegides a lEnterprise fossin coherents amb altres naus de la Discovery, com ara si el pont tindria una finestra: la majoria dels ponts de les naus de la Discovery. tenen una finestra frontal, però l'«Enterprise» mai no s'havia representat amb una. La solució va ser representar el pont de l'«Enterprise» com si tingués una gran peça d'alumini transparent a la part frontal que pot esdevenir transparent o opaca. Eaves va enviar el model de l'equip de disseny a l'equip d'efectes visuals, que va fer més canvis de disseny. La productora de «Discovery» Gretchen J. Berg va dir que esperava que els fans veiessin l'aparició de l'«Enterprise» a «Discovery» com una barreja de «Star Trek» antic i nou. Un altre productor de Discovery, Aaron Harberts, no estava preocupat per si els fans estaven satisfets amb el redisseny de la nau: mentre que molts dels membres del personal que van desenvolupar el nou aspecte eren fans de Star Trek, Harberts va dir que els fans poques vegades es posaven d'acord en res.
El pont de l’Enterprise apareix al final de la segona temporada. La dissenyadora de producció Tamara Deverell i el seu equip volien homenatjar el pont original, però necessitaven crear el decorat utilitzant tècniques actuals i complir amb les expectatives del públic modern. El format de pantalla panoràmica de la producció, a diferència de la relació d'aspecte 4:3 de la sèrie original, requeria que el disseny de l'escenografia estigués més "estirat" horitzontalment; els dissenyadors van fer referència als ponts de la pel·lícula Star Trek, també gravats en pantalla panoràmica, per ajudar a dissenyar la relació diferent. El pont era un decorat completament construït, excepte la pantalla verda per a l'espectador principal. El decorat va mantenir la disposició de l'original i va incloure referències i detalls de Star Trek, com ara els escàners de consola de Sulu i Spock, les baranes vermelles del pont i les manetes del turboelevador. També van crear elements nous, com ara un passadís que passava darrere del pont. Segons Deverell, la part més difícil del disseny del pont va ser triar la paleta de colors. Les cadires del pont eren gairebé idèntiques a les utilitzades a Star Trek, i la cadira del capità va estar molt influenciada per l'original del capità Kirk. Una rèplica del pont original creada per un fan, que més tard es va obrir com a museu, va enviar a l'equip de producció centenars de botons per a les consoles del set.

#### Strange New Worlds
L’Enterprise és l'escenari principal de Star Trek: Strange New Worlds (2022–present), que representa la nau liderada pel capità Christopher Pike. Anson Mount, que interpreta Pike, va dir que Strange New Worlds té una "gran idea de la setmana" com l'original Star Trek, i com a tal, l'Enterprise és "l'estrella del programa". Rebecca Romijn, que interpreta la primera oficial Una Chin-Riley, va qualificar l'"Enterprise" de "sexy, guai i divertida". Segons el productor Akiva Goldsman, els dissenyadors de la sèrie "van intentar evocar l'experiència de veure [l'"Star Trek"" original], però amb la gramàtica disponible avui dia". Goldsman descriu la nau com a aspiracional i destinada a atreure el públic a un futur imaginari.
L'"Enterprise" a "Strange New Worlds" difereix lleugerament del seu aspecte a "Discovery". El conjunt de ponts per a Strange New Worlds era més compacte que el que es va construir per a Discovery per tal d'acostar-lo a la mida del conjunt de la sèrie original. Els decorats van ser dissenyats per funcionar com una nau estel·lar pràctica, amb components mòbils i gràfics de monitor preprogramats que reaccionaven als actors. Mentre que la pantalla de visualització era un efecte visual a Discovery, estava integrada físicament al decorat de Strange New Worlds.La infermeria va ser un disseny completament nou, pensat per transmetre una gran escala i capaç d'acomodar molts moviments de càmera. Els dissenyadors es van basar en un volum LED de realitat augmentada massiu per representar l'escala de l'enginyeria principal. A causa de la COVID-19, alguns decorats no estaven complets quan va començar el rodatge; Goldsman va dir que estaven "construint l'"Enterprise" al voltant del rodatge de l'"Enterprise". Els dissenyadors de producció també van canviar l'esquema de colors, "escalfant-lo" des de la seva paleta de "Discovery". Un to específic de vermell s'utilitza com a color secundari a tota la nau, complementant els blancs trencats càlids i freds.

## Representació
La Flota Estel·lar va encarregar l'Enterprise el 2245. Robert April és el primer capità de lEnterprise, succeït per Christopher Pike. Pike lidera l'Enterprise durant aproximadament una dècada, i és l'oficial al comandament a el pilot original de Star Trek, la segona temporada de Star Trek: Discovery i Star Trek: Strange New Worlds. Al llarg de la primera sèrie de televisió d'imatge real i animada de Star Trek, el capità James T. Kirk comanda la nau i la seva tripulació de 430 persones en una missió d'exploració del 2264 al 2269. Star Trek: La pel·lícula té lloc a la dècada del 2270, quan l' Enterprise està completant una reforma de 18 mesos supervisada pel seu nou capità, Willard Decker. Decker descriu la nau de reparació com "una Enterprise gairebé totalment nova" quan l'almirall Kirk pren el comandament per fer front a una amenaça a la Terra. Les novel·les i altres mitjans de comunicació de "Star Trek" descriuen una segona missió de cinc anys sota el comandament de Kirk entre els esdeveniments de la primera i la segona pel·lícula.
El capità Spock comanda l'"Enterprise", que serveix com a nau d'entrenament, al començament de "Star Trek II: La còlera del Khan" l'any 2285. Kirk assumeix el comandament per investigar problemes a l'estació espacial Regula 1. L'USS "Reliant", segrestat per Khan Noonien Singh, fa greus danys a l'"Enterprise"; Spock sacrifica la seva vida per salvar la nau. La Flota Estel·lar decideix desmantellar l'"Enterprise" danyada al començament de "Star Trek III: A la recerca de Spock", i Kirk i els seus oficials superiors roben la nau com a part del seu pla per restaurar la vida de Spock. Durant la seva missió, un atac klíngon desactiva l'"Enterprise". Kirk atrau la majoria dels klíngons a la nau immobilitzada, que ell i els seus oficials configuren per autodestruir-se abans d'abandonar la nau.
Quan Kirk i els seus oficials tornen a la Terra a "Star Trek IV: Missió salvar la terra", Kirk és degradat a capità i se li dóna el comandament d'un nou USS "Enterprise", amb el registre NCC-1701-A. Diversos materials amb llicència descriuen la història de la nau abans de la seva posada en servei com a «Enterprise», com ara el fet que va ser rebatejat per USS Yorktown, USS Ti-Ho, or USS Atlantis. El germanastre de Spock, Sybok, segresta lEnterprise-A i la porta al centre de la galàxia a Star Trek V: L’última frontera. A Star Trek VI: The Undiscovered Country, lEnterprise frustra l'intent del general klíngon renegat Chang d'interrompre una cimera de pau. Al final de la pel·lícula, lEnterprise rep l'ordre de presentar-se al moll espacial per ser desmantellada. L'Enterprise-A forma part del Museu de la Flota Estel·lar a la tercera temporada de Star Trek: Picard (2023).

### Sèrie de pel·lícules de reinvenció
La pel·lícula de reinvenció del 2009 Star Trek i les seves seqüeles es produeixen en una línia de temps diferent de la de l'Star Trek original. L'Enterprise apareix per primera vegada mentre està en construcció a Riverside (Iowa), l'any 2255. El capità Christopher Pike comanda l'Enterprise en el seu viatge inaugural del 2258 per respondre a una senyal de socors de Vulcà. Al final de la pel·lícula, James Kirk és ascendit a capità i rep el comandament de l'Enterprise. La nau és destruïda a Star Trek Beyond i una nova Enterprise, la NCC-1701-A, es posa en marxa sota el comandament de Kirk.

## Reacció crítica

### Aspecte original
Com altres naus de Star Trek amb el mateix nom, l'Enterprise original és "un personatge per dret propi", i la nau "era tan important ... com Kirk, Spock i McCoy". Segons el crític de cinema Scott Jordan Harris, l' Enterprise va ser el personatge més important de la franquícia, assenyalant:
| « | Crucialment, les paraules famoses que comencen cada episodi de la sèrie de televisió, i que tornen a aparèixer a les pel·lícules, no són "Aquests són els viatges del capità Kirk ..." o "Aquests són els viatges de la Flota Estel·lar ..." Són "Aquests són els viatges de la nau estel·lar Enterprise..." | » |

Escrivint a la Journal of Popular Film & Television, la comissària del Museu Nacional de l'Aire i l'Espai, Margaret Weitekamp, identifica dues celebritats diferents Enterprise: la nau espacial fictícia Enterprise com a personatge o icona de la cultura popular, i els objectes físics reals (per exemple, els models de rodatge) com a disseny icònic. Segons Weitekamp, "Les dues Enterprise se superposen i estan clarament relacionades, però no es corresponen completament", i desentranyar les distincions entre elles contribueix a l'anàlisi acadèmica de la cultura popular i material i d'"aquest significatiu artefacte televisiu".
El disseny de l'Enterprise, que va influir en les futures naus espacials de la franquícia, és icònic. El disseny va arribar al final d'una tendència de les naus espacials de ciència-ficció per semblar-se a coets, i just quan les naus espacials reals van començar a influir en els dissenys de ciència-ficció. Quan va aparèixer per primera vegada a la televisió, l'«Enterprise» va ser anomenada un «gegant elegant i d'aspecte estrany». L'expert en disseny Jonathan Glancey va descriure el "convincent i emocionant" Enterprise per tenir el mateix atractiu estètic que el avió Concorde, el bombarder B-17 i el transatlàntic Queen Elizabeth 2. Els interiors també són exemples del disseny dels anys 60. Popular Mechanics va dir que l'«Enterprise» original té el millor disseny de les diverses naus de la franquícia anomenades «Enterprise». io9 va classificar el disseny original com la millor versió de l'«Enterprise», caracteritzant l'original com a superior a deu versions posteriors del seu homònim.

### Redisseny a la pel·lícula i destrucció
Harris va incloure l'"Enterprise" com un dels 50 objectes més significatius que han aparegut al cinema, juntament amb les sabatilles de robí a El màgic d'Oz, el Maschinenmensch a Metropolis i el Batmobile a Batman Begins. Time va qualificar el redisseny de la nau per a La pel·lícula d'"atrevit" i "guapo". Per contra, Harlan Ellison va anomenar l'"Enterprise" una "xalopia" a "La pel·lícula", i The Washington Post va dir que l'"Enterprise" semblava "un vaixell de joguina en una làmpada de lava" a "La còlera del Khan". Entertainment Weekly va escriure que, després de ser representada com una nau complicada que requeria una cura detallada a "La còlera del Khan", semblava "una mica boja" per a la Enterprise serà operable per només un grapat d'oficials a Star Trek 3: A la recerca de Spock. Jill Sherwin va suggerir que l'envellida Enterprise de A la recerca de Spock servia com a metàfora per a l'envellida franquícia Star Trek. io9 va classificar l'aparició a la pel·lícula com el segon millor disseny d'una Enterprise.
La destrucció de l'Enterprise a Star Trek 3: A la recerca de Spock ha estat descrita com a "veritablement icònica" i "un bon camí a seguir", tot i que David Gerrold va escriure que "projecta una enuig" sobre A la recerca de Spock que ni tan sols la resurrecció de Spock desplaça. A la seva biografia de DeForest Kelley, Terry Lee Rioux anomena lEnterprise una "deessa mare" que, d'acord amb "un dels mites més antics i elevats" de la humanitat, se sacrifica perquè els seus fills, la tripulació, puguin continuar vivint. David C. Fein, que va produir la versió del director de La pel·lícula, va descriure lEnterprise com l'amant de Kirk, i va dir que destruir la nau significava per Kirk "matar la dona que estima més que qualsevol ésser existent al món." Popular Mechanics va classificar la destrucció de la nau com la 32a escena més gran de la ciència-ficció.

### Aparicions televisives en sèries derivades
The New York Times va qualificar d’ "alegria" veure l'"Enterprise" original redissenyada per a l'estrena de la segona temporada de Discovery. Engadget va qualificar l'"Enterprise" de Strange New Worlds de "preciós per dins i per fora". Escrivint per a Tor.com, Keith DeCandido va elogiar els productors de Strange New Worlds per equilibrar l'aspecte original dels anys 60 de Enterprise amb el que el públic espera de les produccions modernes. TrekCore va dir que la vestimenta i l'ús de Strange New Worlds mostren lEnterprise "com un personatge en si mateix i com un mirall que reflecteix les persones que l'habiten".

## Impacte

### Dins de la franquícia
Els dissenys originals de l'"Enterprise" i de la pel·lícula de 1979 han afectat les produccions posteriors de "Star Trek". L'USS "Excelsior" de "Star Trek III" està pensat per fer que l'"Enterprise" "semblés antiga i desfasada". El fabricant de maquetes Bill George va intentar imaginar com seria l' Enterprise si l'haguessin dissenyat els japonesos, i va utilitzar aquesta impressió com a base per al seu refinament del model de l' Excelsior. Andrew Probert va tornar a «Star Trek» per dissenyar el un nou USS «Enterprise», NCC-1701-D, per a Star Trek: La nova generació (1987–1994), que té lloc 100 anys després del Star Trek original. L'«Enterprise»-D conserva els trets distintius del disseny de l'«Enterprise» de Matt Jefferies: una secció de plats, una secció d'enginyeria i un parell de navetes de motor. Probert va fer això en part per calmar els fans escèptics que estaven preocupats per la "substitució" de l'"Enterprise" original. Gran part del disseny de Probert es basa en un dibuix "què passaria si...?" que va fer després de finalitzar el disseny de l’Enterprise de la pel·lícula de 1979. L’USS Titan a la temporada 3 de Star Trek: Picard s'inspira en el redisseny de la pel·lícula, que el productor Terry Matalas va qualificar de "el millor disseny de nau espacial mai fet".

### Cultura més àmplia

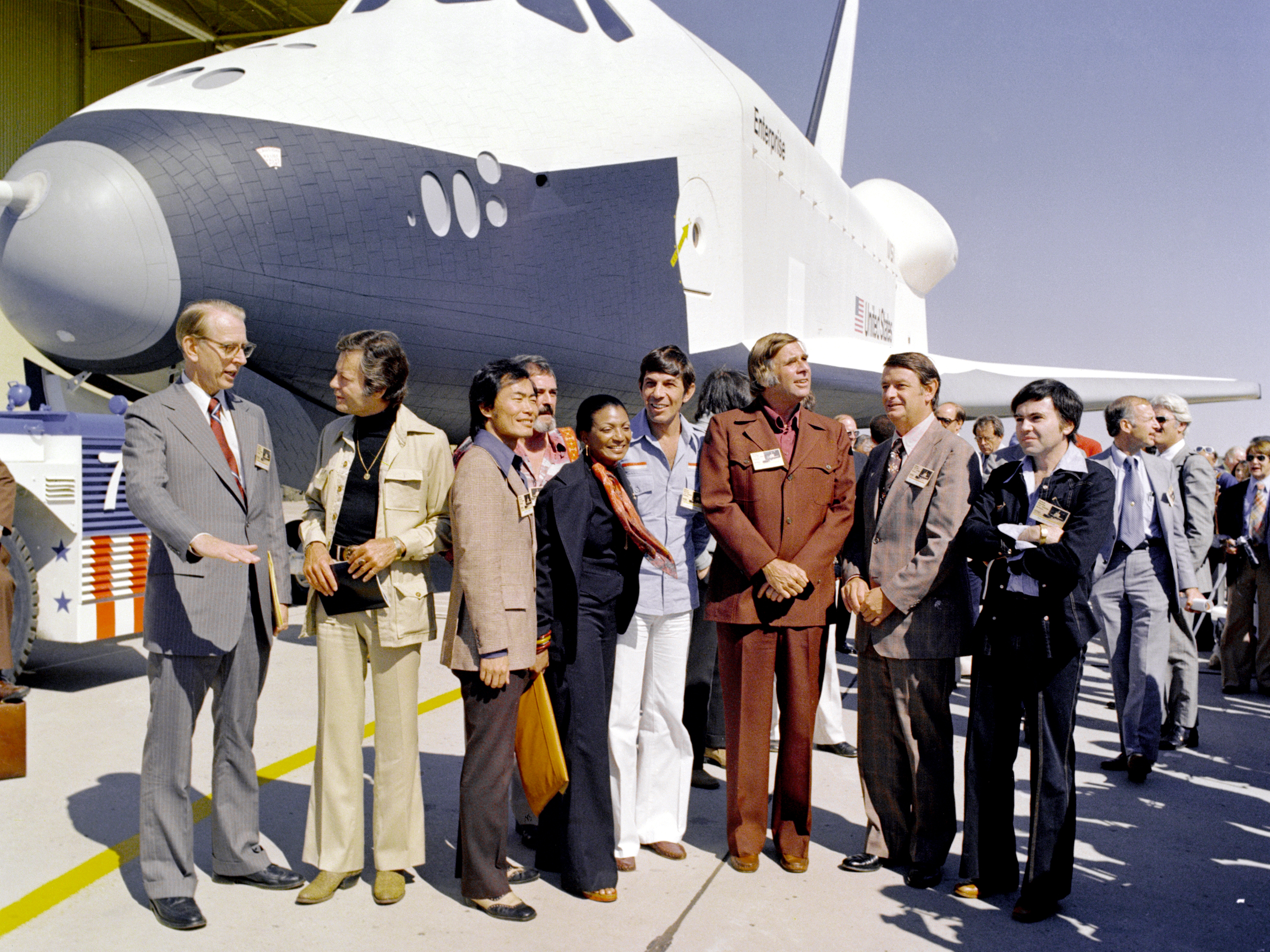
El creador de Star Trek Gene Roddenberry (tercer per la dreta, en marró fosc), el repartiment de Star Trek (amb l'excepció de William Shatner) i administradors de la NASA van assistir a la cerimònia de llançament del Transbordador espacial Enterprise el 17 de setembre de 1976. Una campanya de cartes va convèncer la NASA d'anomenar el transbordador Enterprise en honor de la nau de televisió.

La nau estel·lar Enterprise ha tingut un impacte cultural considerable, i el model original de la nau és "un objecte cultural viu". Bjo Trimble va dir que l'"Star Trek" original va rebre més cartes de fans sobre l'"Enterprise" que qualsevol dels actors. Segons el crític de cinema Scott Jordan Harris, tot i que el programa Apollo contemporani va impulsar la consciència intel·lectual de les possibilitats dels viatges espacials, va ser l'"Enterprise" dels anys seixanta el que va despertar les fantasies de viatges espacials. Una campanya de cartes del 1976 va portar al primer Transbordador espacial a ser anomenat "Enterprise" en lloc de "Constitution".El 2009, Virgin Galactic va anomenar la seva primera nau espacial comercial VSS Enterprise en honor a la nau de Star Trek. La Marina dels Estats Units va avaluar l'eficiència de l'estil i la disposició del pont Enterprise,i el pont de l’USS Independence i i el centre de missions del vaixell de l'USS Zumwalt s'han comparat amb el pont de l'Enterprise..Una rèplica del pont Enterprise creada per a una sèrie de fans de Star Trek es va obrir més tard com a exposició pública. Els diferents bips que emet R2-D2 a Star Wars són "una descendència" dels sons melòdics creats per a la consola del pont de l'"Enterprise". Vulcan, Alberta, va crear una nau estel·lar en miniatura de 9,4 metres inspirada en l' Enterprise.

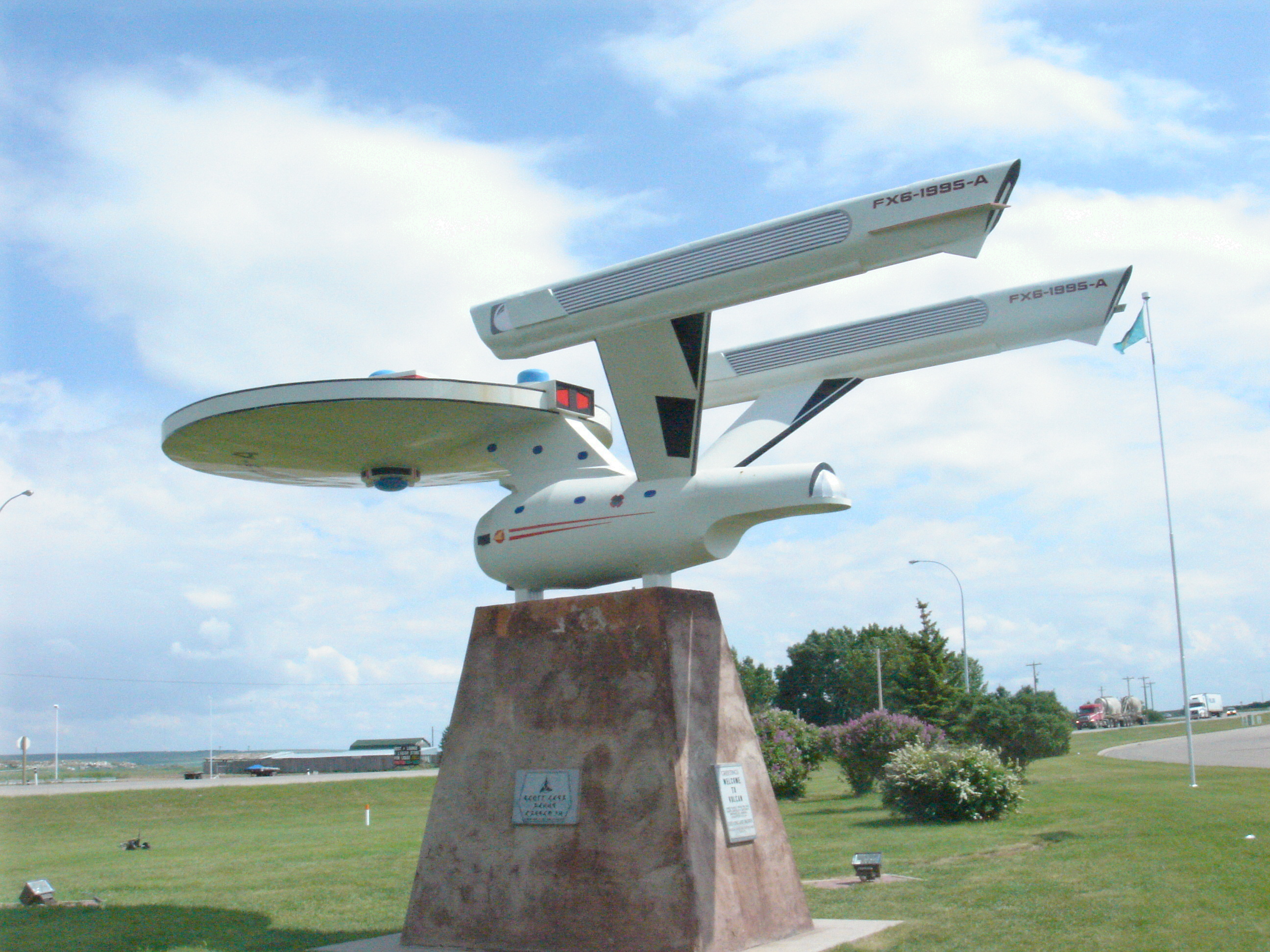
El centre de visitants de Vulcan (Alberta) té una rèplica d'una nau espacial dissenyada com l'«Enterprise».

El disseny de l'«Enterprise» ha estat llicenciat per al seu ús en diversos jocs, models i joguines. El model "Enterprise" d’AMT de 1966 és un dels kits més venuts de l'empresa: un milió de kits venuts durant el primer any de producció de la sèrie; L'èxit de vendes anterior, un cotxe de The Munsters, va trigar dos anys a arribar al milió de vendes. Ballantine Books va publicar un conjunt de plànols de l'«Enterprise» a l'abril de 1975, i el desembre de 1976 ja eren a la seva setena impressió. La primera tirada d'un dibuix retallable de l'«Enterprise» per a «La pel·lícula» va vendre més d'un milió de còpies. El 2010, Gallery Books de Simon & Schuster va publicar un Manual Haynes per als "propietaris" de l'USS «Enterprise». El Servei Postal dels Estats Units ha publicat diversos segells de l'USS Enterprise. El dibuixant de premsa guanyador del Premi Pulitzer Mike Luckovich ha utilitzat lEnterprise com a escenari per a dues de les seves il·lustracions per a The Atlanta Journal-Constitution.

### Models de producció i accessoris
El model d'un metre va ser cedit durant la producció de "La pel·lícula" i es va perdre fins al 2024. Paramount Pictures va donar la maqueta d'11 peus a la Smithsonian Institution el 1974, desmuntada en tres caixes i bruta. En l'enviament de la maqueta, Paramount va estimar el seu valor en 5.000 dòlars. A partir del 1976, va estar penjada a l'entrada d'una galeria d'exposicions del National Air and Space Museum abans de ser traslladada a la botiga de regals, on va romandre durant 14 anys. En la primera de les seves restauracions inicials, la maqueta va ser modificada per semblar-se més a la nau estel·lar «Enterprise» i menys a una maqueta de rodatge d'estudi. La maqueta va ser restaurada el 1974, 1984, 1992 i 2016. Durant gran part del temps que va estar exposada, els fans s'han sorprès de les diferències entre el model i les seves expectatives sobre com hauria d'aparèixer la nau espacial "real". Una restauració substancial de diversos anys va culminar el 2016 amb la presentació d'una nova exposició a les Fites de Sala de Vol. Aquesta restauració va destacar la dualitat de l'"Enterprise" com a model de filmació i com a nau estel·lar inspiradora.
L'hèlix original de la cadira del capità es va vendre a una subhasta per 304.750 dòlars.El 2006, Paul Allen va comprar el model «Enterprise» creat per a les pel·lícules originals de «Star Trek» per 240.000 dòlars; està exposat al Museu de la Cultura Pop. Un altre model de la versió cinematogràfica està exposat a l'empresa aeroespacial Blue Origin.